# 國務機要費
國務機要費為中華民國總統府因應執行業務需要，並核定國務機密相關案件所需之費用。根據總統府單位預算所附之《歲出計畫提要及分支計畫概況表》所述，國務機要費係供中華民國總統依據中華民國憲法規定行使職權相關必要之費用，包括政經建設訪視、軍事訪視、犒賞及獎助、賓客接待與禮品致贈等費用。另一方面，因為馬英九特別費案之審理法官蔡守訓認為該費用與其他機關首長之特別費相異，故行政院於2004年對特別費不需檢具原始憑證列報金額不得超出一半之統一規定對該費用並不適用，總統府本身並未對國務機要費做出相關的規定，因而據稱應該並不受行政院統一規定之限制。但自2006年9月起，行政院主計處及總統府開始對國務機要費訂定相關規定，要求國務機要費及特別費全部都需要單據列報，回歸相關的主計法規之規定。
費用審核權和其他機關一樣，是由其內部的主計部門，即總統府會計室所負責，而決算後的審計與稽察才是屬於監察院審計部的權責。

## 運用
國務機要費支準則與《國務機要經費支用程序作業規定》與《總統府執行國務機要經費作業規定》兩法規相關，金額約為數千萬不等，2000年－2005年間，因執政黨民進黨沿用原本兩法之單據核銷方式，遭反對黨與媒體質疑總統府事涉「貪污」及「偽造文書」。
據報導，總統府自2005年9月，國務機要費已經從原本領據方式改為「代收款」方式入帳，收支均透過「代收款」科目，使明細及報表能完整正確表達一定期間的收支情形，並於總統府會計月報內顯示，使國務機要費的帳務處理合於規定。不過經輿論抨擊後，2006年9月起，依總統府新修訂的「總統府執行國務機要經費作業規定」，國務機要費帳戶付款作業重新配合調整，除廢止2005年修正的代收款收支方式外，改採更嚴格支逐筆開立付款憑單方式支付。也就是新法規之國務機要費支用，既不採用「代收款」科目執行收支帳務，也不恢復以往用領據支領國務機要費半數的作法。

## 争议
國務機要費主管機關為行政院主計處，而非監察院審計部。因此，審計部沒有權力規定國務機要費要以何種方式報銷 ，而只有主計處和總統府會計室有權訂定其核銷方式。但若主計處或會計室所訂之方式有違反會計相關法規時，審計部有義務告知主計處和會計室其方式有違法之虞，即使是當相關法規修法之後，主計處或會計室卻沒有修正相關方式時。
監察院審計部發言人王永興曾稱，國務機要費的核銷方式需請其主管機關主計處說明。而主計處之說明為「國務機要費，具有機密費、機要費、特別費等多重性質」。且主計法規中並無硬性規定國務機要費之報支方式，故若主計處亦無對其無統一之規定，則其之中的機密費、機要費與特別費之比例自然可以依其實際之需要而做彈性之調整，而無機密費不可超出總體費用的一半之規定。